# Бетмен
Бетмен (енгл. Batman) је лик из стрипова и један од најпознатијих измишљених ликова данашњице. Први пут је објављен у мају 1939. у Детективским стриповима. Његов алтер-его је Брус Вејн (енгл. Bruce Wayne), мултимилионер-индустријалац и један од најутицајнијих људи Готама. У раним годинама серијал су цртали Боб Кејн и разни помагачи, а један од главних сценариста био је Бил Фингер. Прича о Бетмену почиње када Брус Вејн, од мајке Марте и оца Томаса, као осмогодишњи дечак постаје сироче.
По повратку из биоскопа, трочлану породицу пресреће улични разбојник Џо Чил и убија дечакове родитеље. Брус се заклиње на освету, а о њему даље наставља да се брине батлер Алфред. Обучен у таман костим, на којем се налази приказ слепог миша, бори се против лопова и криминалаца. Бетмен има бројне непријатеље од којих су најпознатији Џокер, Пингвин, Загонетач, Отровни бршљан, Господин Ледени, Жена-мачка, а најбољи пријатељ му је Робин.
Од 1943. године до данас снимљено је десетине филмских, телевизијских, анимираних и радијских адаптација овог стрипа. У филмским верзијама су Бетмена, између осталих, глумили и Мајкл Китон, Вал Килмер, Џорџ Клуни, Кристијан Бејл, Бен Афлек и Роберт Патинсон.

## Историја Бетмена

### Почеци
Бетмен је стекао дотад невиђену популарност убрзо након првог појављивања у 27. броју Детективских стрипова (мај 1939). У исто време су издавани Детективски стрипови у којима је главни лик био Бетмен и Акциони стрипови са Суперменом као главним јунаком, и та два серијала стрипова су најдуговечније серије у америчким стрипским свескама (Детективски стрипови и данас излазе сваког месеца). Убрзо након дебија у Детективским стриповима, покреће се засебан серијал стрипова о Бетмену. Први број је изашао у пролеће 1940. када је уједно представљен и Бетменов највећи противник - Џокер. Детективске и Акционе стрипове издаје предузеће DC Comics, једна од три највеће стрипске куће у САД.
На идеју о Бетмену дошао је Боб Кејн, али је за данашњи изглед јунака заслужан сценариста Бил Фингер. Кејн је Бетмена замислио као хероја који је по много чему подсећао на Супермена: костим му није био ни изблиза мрачан, већ је чак имао и различите нијансе црвене боје на себи; имао је упрошћену маску, а уместо плашта имао је крила и није носио рукавице. Бил Фингер је саветовао Кејну да уклони крила и стави плашт и маску, а такође да уклони црвене нијансе са костима. Тако је настао Бетменов коначни изглед. Будући да је Кејн дошао на идеју о стварању таквог суперхероја, само њему су призната ауторска права на Бетмена. Кејн је касније признао и Фингеров допринос у стварању лика, али Фингер за живота није имао никакве користи од тога.
Бетмен се кроз историју мењао, некад кроз нијансе, некад драстично. Могу се издвојити три доба у развоју лика: Златно доба, Сребрно доба и Модерно доба, што је подела која вреди за све јунаке издавачке куће Ди-си комикс.

### Златно доба
У Златном добу упознајемо пут од тужног, усамљеног, малог сирочета, до немилосрдног осветника —- Бетмена. Бетменова прошлост је први пут приказана у 33. броју Детективских стрипова, а касније је поменута и у 47. броју Бетмен стрипова, где сазнајемо да је Бетмен син доктора Томаса Вејна и његове жене Марте, двоје богатих и угледних грађана Готама. Брус је живео удобним и срећним животом све до своје осме године, када му је ситан криминалац, Џо Чил, убио родитеље на повратку из биоскопа када није успео да украде Мартине бисере.
Брус се заклиње да ће очистити Готам од криминала и зла које у њему већ дуго влада. Почео је напорне физичке и менталне тренинге, али и студије математике, физике, хемије, борилачких вештина и магичних трикова (бежање из немогућих ситуација итд). Међутим, схвата да му само знање неће бити довољно да победи криминал и да ће му требати нешто чега ће се сви плашити, неки симбол који ће бити лако препознатљив међу криминалцима, као и међу поштеним људима. Размишљајући о томе, приметио је слепог миша који му је улетео у собу и Брус је схватио да је то знак: постаће Човек-шишмиш —- Бетмен (Batman). Полиција у почетку није благонаклоно гледала на његове осветничке акције. У то време Брус Вејн је имао вереницу Џули Медисон, која се први пут појављује у 31. броју Детективских стрипова.
У 38. броју Детективских стрипова Брус усваја сироче, циркуског акробату Дика Грејсона који постаје Робин — Бетменов најбољи пријатељ и помоћник. Бетмен такође постаје један од оснивача Лиге праведника Америке. У првом појављивању тима у 3. броју All Star стрипова он је, као и Супермен, почасни члан тима, тако да се у Златном добу појављује у само неколико прича. Бетменов однос са полицијом се побољшава у раним четрдесетим и он у 7. броју Бетмен стрипова постаје чак и почасни члан готамске полиције. У овом периоду уведен је и нови лик, батлер Алфред, који се, након откривања Брусових и Дикових тајних идентитета, прикључује тиму у 16. броју Бетмен стрипова. До педесетих година представљена је већина елемената од којих се састоји мит о Бетмену.

### Сребрно доба
Сматра се да је Сребрно доба почело 1956. године, када је представљен Бари Ален као нова унапређена верзија Флеша. Бетмен се није значајније променио све до касних педесетих и овај период се такође назива и Земља Прва. Опуштенији приступ лику између Златног и Сребрног доба видљив је у настанку већег броја прича са научнофантастичном подлогом, и лик Бетмена се не мења значајно све до 1964. године када се враћа својим детективским коренима и када је научна фантастика потпуно избачена из стрипа.
Након представљања Ди-Си Мултиверзума око 1960. године упознајемо Бетмена из Земље Друге. Земља Друга је паралелни свет у којем су исти ликови као у Земљи Првој, али креаторима је било дозвољено да убацују у стрипове оно што никад не би могли, па чак и да мењају историју и порекла главних ликова. У овој варијанти, Бетмен је ожењен са Селином Кајл (Женом-мачком) и с њом има ћерку Хелену Вејн која касније постаје Ловкиња. Ловкиња са Робином из Земље Друге преузима Бетменов посао након што се овај пензионисао да би постао комесар готамске полиције. Задржао је ту позицију све док није убијен у последњој авантури Бетмена из Земље Друге.
Бетмен неретко сарађује са другим суперхеројима, и то највише са Суперменом, с којим је почео редовно да сарађује у низу World's Finest стрипова који су издавани од 1954. до 1986. године. Бетмен постаје један од оснивача Лиге праведника Америке (Justice League Of America) и појављује се у првој причи о тиму у броју 28. Brave and the Bold-а. У том издању, које је излазило између седамдесетих и осамдесетих, Бетмен се редовно појављује једном месечно и сарађује са другим суперхеројима.
Дик Грејсон (Робин) 1969. одлази на факултет и то представља један од Ди-Сијевих покушаја да ревитализује Бетменове стрипове. Бетмен се такође сели из замка у апартман на врху главне зграде Вејнових, која се налази у центру Готама, како би могао брже интервенисати. У периоду између седамдесетих и осамдесетих углавном ради сам, са повременим појављивањима Робина и Бетгерл. Приче из овог периода постају много мрачније и садрже много насиља. Опет се појављује Џокер, лик из Златног доба, а упознајемо још једног Бетменовог супарника - Рас Ал Гула. У осамдесетим Дик Грејсон постаје Ноћни летач.
У последњем броју Brave and the Bold-a, 1983, Бетмен напушта Лигу праведника и формира ново удружење Аутсајдери. Он је био вођа тима све до 32. броја стрипа Бетмен и аутсајдери, када је стрип изненада променио назив.

### Модерно доба
Након дванаестоделне приче Криза на бесконачним Земљама, Ди-Си стрипови су редефинисали биографије већине својих суперхероја (укључујући и Бетмена) како би их прилагодили савременој публици. Френк Милер је поново испричао порекло Бетмена у причи Бетмен:Година прва.
 Бетмен из Земље Друге је потпуно избрисан из историје, али су остале неке приче из Сребрног доба које су обухватале приче из Земље Прве и представљале основу и за посткризно раздобље. Наиме, Бетменова прошлост и порекло су у основи остали исти, упркос мањим променама. Полиција у Готаму је већином корумпирана и Бетмен је све потребнији. Такође, биографија Дика Грејсона, односно Робина, остала је иста. Бетмен више није један од оснивача Лиге праведника Америке, иако постаје њихов вођа у мањем броју наслова из 1987. године. Приче у Модерном добу су изузетно мрачне и много су компликованије него оне из ранијих раздобља.

## Способности, ресурси и вештине
Бетмен је један од ретких суперхероја који нема ни једну супер-моћ и то га управо чини занимљивим. Његова проницљивост, интелигенција и године напорних тренинга у потпуности надокнађују недостатак супер-моћи.

### Опрема
Бетмен сам смишља, дизајнира и пројектује различите врсте помагала, израђује их у погонима Вејн индустрије и касније их користи у борби. Понекад му дизајнирању и поправљању опреме помажу ликови као што су Предсказача, Харолд или Тојмен III.
Током година Бетмен користи велик број справа, чији дизајни прате Бетменов лик (врло су мрачни и са мотивима слепог миша). Најупечатљивије је Бетменово основно возило Бетмобил, најчешће представљено потпуно црно са додацима који личе на крила. Поред Бетмобила, Бетмен има и друге облике транспорта у виду Беткрила, Беткоптера, Бетчамца и Бетсаба. Најпознатије Бетменово оружје је Бетранг, наоштрени бумеранг са изгледом слепог миша. Бетмен сва своја оружја која носи у борбу држи у појасу за оружје.
Станује у Бетпећини испод Вејн резиденције и она му служи као гаража, главна лабораторија и као место за размишљање. Ту му велику помоћ пружа суперкомпјутер помоћу којег има приступ полицијским извештајима и помоћу којег може да ухакује било који компјутер у граду, било да припада криминалцу или неком другом.

### Костим
Бетменов костим је током година стално трпео мање и веће промене али основа костима је остала непромењена: велики, тамни плашт и маска која прекрива већи део лица и која има велике шиљате уши слепог миша. Тело је било прекривено сивим костимом који је био или таман или светао у зависности од аутора. Симбол слепог миша стално му је на грудима, али се дизајн мењао током година. У првим бројевима био је то само црни симбол слепог миша на сивом костиму, док је касније симбол био угравиран на жуту елипсасту подлогу. У Модерном добу аутори користе и један и други амблем.

### Бет-сигнал
Бет-сигнал је справа коју полиција Готама користи како би позвала Бетмена у помоћ. То је огроман рефлектор који, кад се упали, на небу исцртава Бетменов симбол.

## Бетмен у другим медијима
Бетмен је први пут екранизован за телевизију шездесетих година у лаганој и комичној серији са Адамом Вестом у главној улози. Тек 1989. године стрип је адаптиран у играни филм. У главним улогама били су Мајкл Китон као Бетмен и Џек Николсон као Џокер. Филм је режирао Тим Бартон. Филм има три наставка: Повратак Бетмена, Бетмен заувек и Бетмен и Робин. Нешто се слично догодило и у анимираном филму. Првог Бетмена анимирала је кућа Фанимејшон касних шездесетих, а након њих дует Хана и Барбера кроз цртану серију Суперпријатељи средином седамдесетих. Обе ове серије су изузетно лаганог и оптимистичког тона и прилагођене су искључиво дечјој публици. Прва изузетно мрачна анимирана серија о Бетмену настала је почетком деведесетих и зачела DC Animated Universe еру. Временом је ова серија добила мноштво награда и признања. Анимирана серија Бетмен подстакла је стварање анимиране серије о Супермену а касније и серија Лига праведника и Бетмен Будућности.